# 芝柏錶
47°05′54″N 6°48′59″E / 47.09843°N 6.8163°E
芝柏（法語發音：[ʒiʁaʁ pɛʁəɡo], zhi-rar perəgo），是瑞士高端钟表品牌、生产商，其创立时间可追溯到1791年。 2011年起，芝柏表隶属的瑞士控股公司 Sowind Group 成为法国开云集团（Kering Group）的子公司。 芝柏总部位于瑞士拉绍德封（La Chaux-de-Fonds），并于1999年在瑞士玛格丽特别墅（Villa Marguerite）开放了芝柏博物馆。
芝柏被视为开云集团旗下的顶尖品牌之一。 历史上，芝柏以三金桥陀飞轮腕表（tourbillon with three gold bridges）而著名，该腕表曾获得1889年巴黎世界博览会的金奖。 芝柏品牌的其它著名表款包括1945古董表（Vintage 1945）、双轴陀飞轮（Bi-Axial Tourbillon）等等。

## 历史

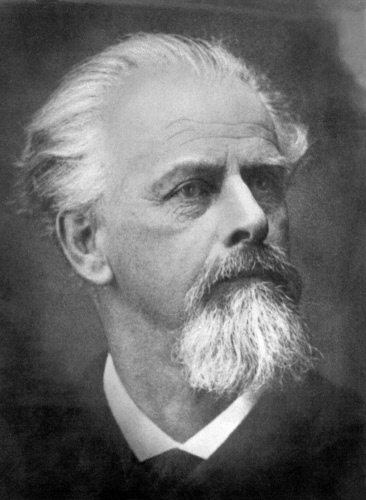
康斯坦·吉拉德（Constant Girard）

### 早期历史
1791年，製錶師及金匠讓-弗朗索瓦·博特（Jean-François Bautte）研製出個人第一隻腕錶，並於日內瓦成立了第一間揉合了製錶業各工序的公司，負責設計、零件製造、組裝以至打磨。 1832年，Jacques Bautte 和 Jean-Samuel Rossel 接替讓-弗朗索瓦·博特，成为公司领导人。
1852年，製錶師康斯坦·吉拉德（Constant Girard）於瑞士的拉紹德封成立了吉拉德公司（Girard & Cie）。同年，吉拉德迎娶了瑪麗·芝柏（Marie Perregaux），而吉拉德·芝柏錶品牌（Girard-Perregaux）於1856年正式創立，通称芝柏。 1906年，康斯坦·吉拉德之子Constant Girard-Gallet 继承了父亲的公司，并将博特的公司合并入了自己的芝柏公司 （Girard-Perregaux & Cie）。

### 近期发展
石英危机（quartz crisis）后，芝柏品牌不断努力以确保其在高品质机械表制造业中的地位。1980年代末起，芝柏品牌隶属于瑞士控股公司 Sowind Group。
1999年，芝柏在拉绍德封（La Chaux-de-Fonds）的玛格丽特别墅（Villa Marguerite）创立了芝柏博物馆。馆藏包括旧式钟表、品牌历史档案等。
2011年，Sowind Group 法国开云集团（Kering Group）的子公司。
2022年1月25日法国开云集团出售芝柏錶的100%股權予集團內專營高級鐘表的管理團隊Sowind Group SA。

## 钟表制造

芝柏錶於1965年研製的第一隻機械高頻腕錶（振動頻率達每小時36,000）

芝柏品牌自己设计、制造并研发机芯。公司拥有制表师、工程师、机芯装饰人员、打磨人员等等。这种建立在传统制表工艺上的全球化生产方式使得芝柏品牌能够不断生产出高质量的钟表和机芯。

### 重要专利
芝柏品牌在制表业中共拥有超过80项专利。
- 1965年:  芝柏设立了第一款高频机械机芯，振動頻率達每小時36,000。[12]
- 1967年:  瑞士纳沙泰尔天文台（Neuchâtel Observatory）授予芝柏 Centenary Award， 以表彰该品牌的钟表制造，特别是天文台计时器（Observatory Chronometer）的腕表制造。
- 1970年:  芝柏推出了品牌第一款石英表，第二年又推出了一款石英表、振动频率达32768赫兹，该频率成为了当今石英表振动频率的标准。
- 2008年：芝柏推出了定动力擒纵系统（constant-force escapement）的原型，该系统不同于其它所有已知的擒纵系统。而第一款拥有真正定动力擒纵系统的表款于2013年推出。[17][18]

## 著名表款

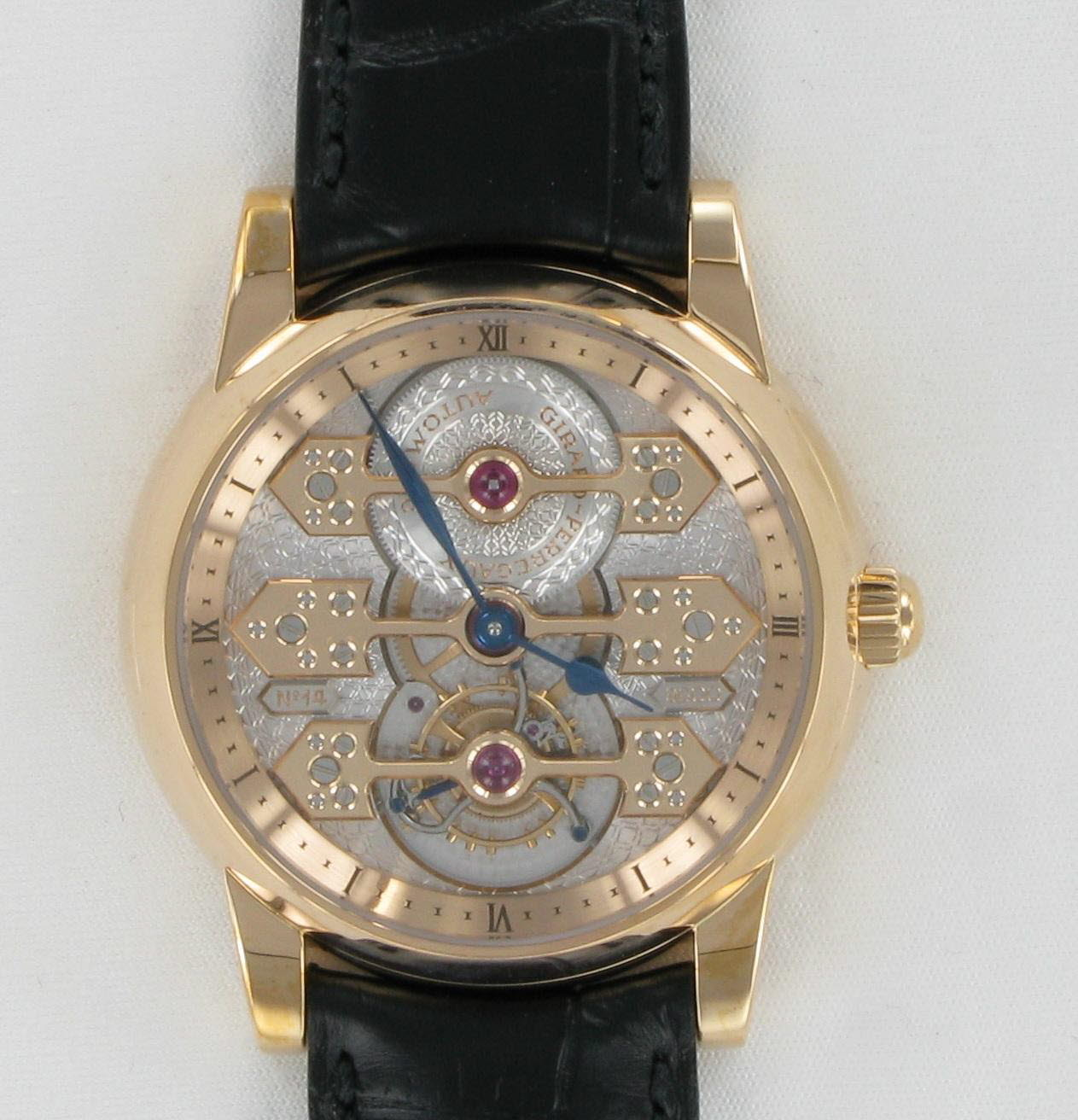
三金桥陀飞轮腕表

### 三金桥陀飞轮腕表
三金桥陀飞轮腕表是芝柏的标志性表款。  1884年，康斯坦·吉拉德向美国专利局递交了“三金桥陀飞轮机芯”的设计专利。该腕表拥有相互平行的三桥，机芯也不再只是手表内部部件，而是同时成为了设计装饰。1889年，该腕表获得了1889年巴黎世界博览会的金奖。
1980年，芝柏品牌决定重塑20枚1889年的三金桥陀飞轮腕表。其中第一枚成品花费了1500个工作时。
1991年，公司有设计制造了迷你版本的三金桥陀飞轮腕表，并从那时起芝柏的三金桥陀飞轮出现了许多不同的版本，该技术也被引入了其它制表公司。

### 1945古董表
1945古董表（Vintage 1945）拥有长方形的表壳，其设计受到了1945年“装饰风艺术（Art Deco）”的启发。 该表款拥有世界时，表盘上可现实24个时区。1945古董表的机芯是芝柏9600-0019 自动上链机芯。

### 芝柏1966
2012年, 芝柏推出新款的芝柏1966全日历表款和1966计时功能表款，被视为芝柏的新一代经典款。新款的1966拥有42毫米表盘、比老款的尺寸略大。

## 著名客户及佩戴者

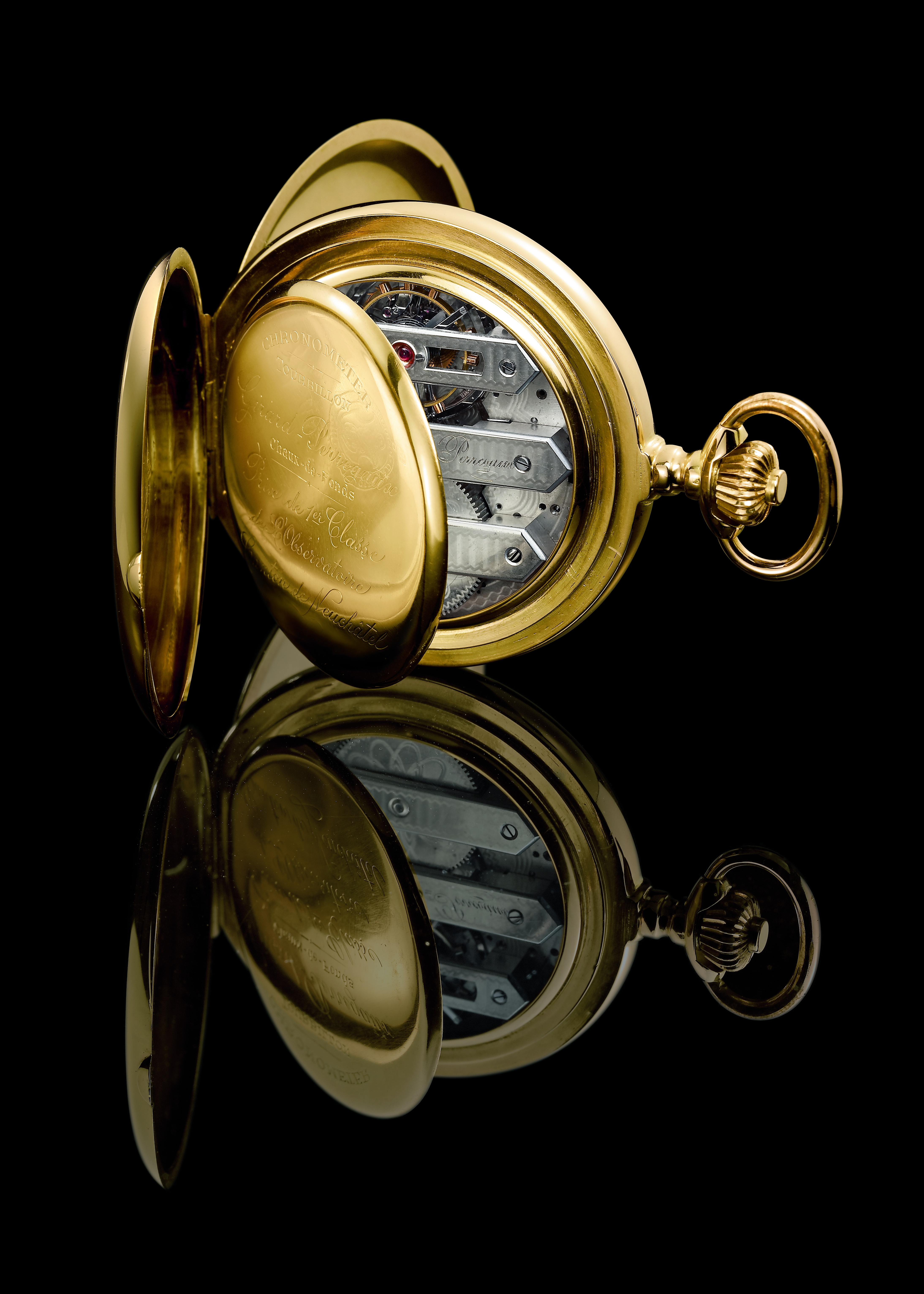
一款获奖的芝柏怀表

### 艺术家
- 昆汀·塔伦蒂诺, 美国电影导演、编剧，1994年、2012年奥斯卡最佳原创剧本奖[26][27]

### 运动员
- 科比·布莱恩特, 美国篮球运动员[28]

### 明星
- 皮尔斯·布鲁斯南, 美国影星[29]
- 休·杰克曼, 澳大利亚影星[30][31]

### 政治家
- 尼古拉·萨科齐，第23任法国总统[32][33]

### 皇室成员
- 法鲁克一世，埃及国王[34][35]
- 维多利亚女王，英国女王[36][37]